# قبان كندي
قبان‌ كندي هي قرية في مقاطعة شاهين دج، إيران. يقدر عدد سكانها بـ 606 نسمة بحسب إحصاء 2016.